# Gasexplosion

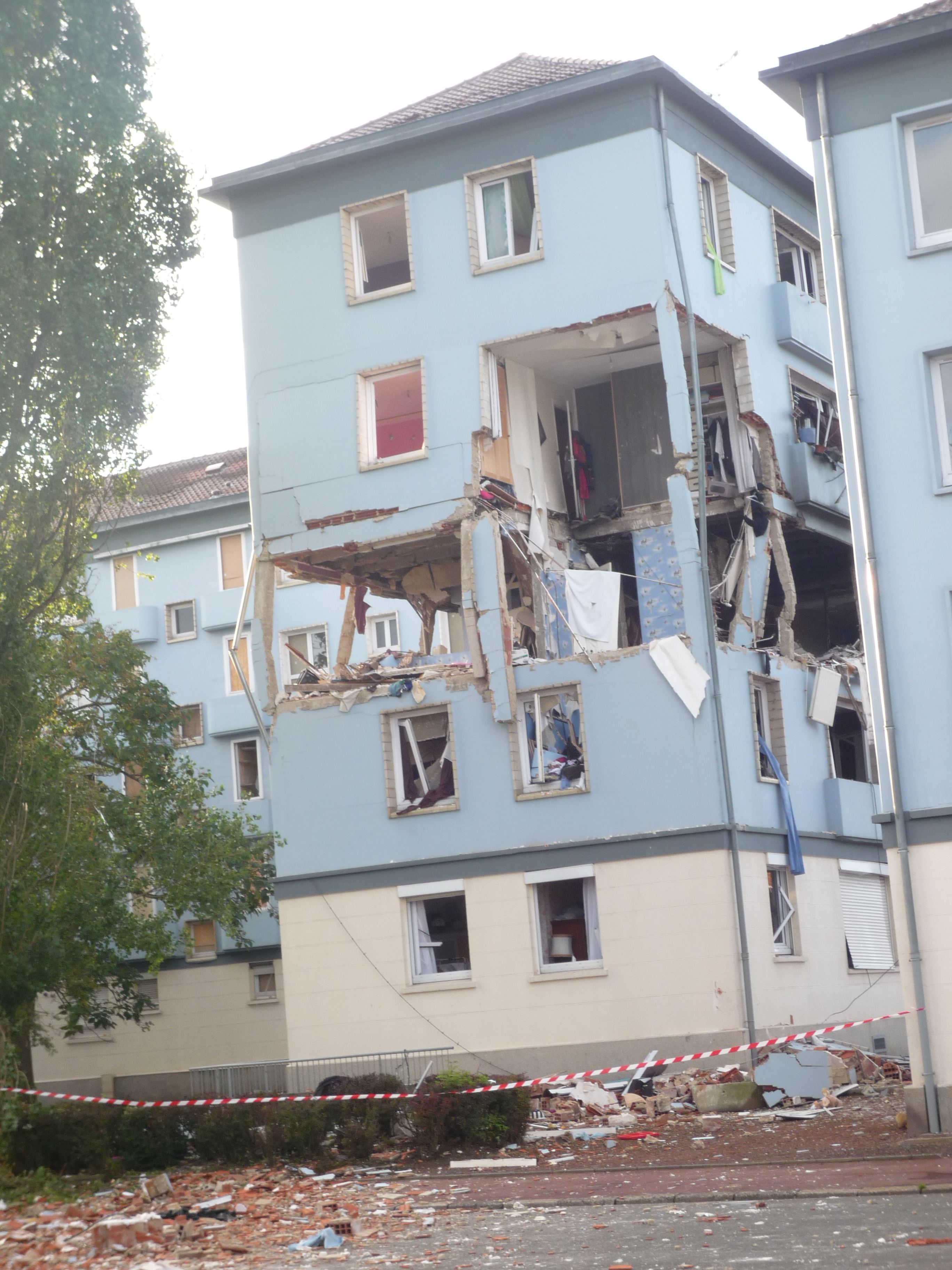
Folgen einer Gasexplosion in einem Mehrfamilienhaus in Douai, Frankreich

Eine Gasexplosion ist der Spezialfall einer Explosion, bei der sich ein explosives Gasgemisch entzündet und in sehr kurzer Zeit abbrennt. Je nach Menge, Druck und Temperatur des Gases kann es sich dabei um eine Verpuffung oder Detonation handeln.

## Bedingungen
Um eine Gasexplosion herbeiführen zu können, wird sowohl eine explosionsfähige Gasatmosphäre als auch eine Zündquelle benötigt. Die explosionsfähige Atmosphäre setzt sich aus einem brennbaren Gas und Sauerstoff zusammen, wobei der Sauerstoff als Luftgemisch vorliegen kann. Eine Zündfähigkeit ist gegeben, wenn die Konzentration des Gases zwischen oberer und unterer Explosionsgrenze liegt. Als Zündquelle können verschiedene elektrische oder mechanische Effekte dienen, welche die benötigte Zündenergie oder Zündtemperatur bereitstellt. Bei relativ hohen Konzentrations-Verhältnissen gewisser Gase (z. B. Wasserstoff) oder bei Verwirbelungen (siehe etwa den Buncefield-Tanklagerbrand) kann auch eine Selbstzündung ohne Erfordernis einer Zündquelle eintreten.

## Vorsorge
Die Maßnahmen, die zur Verhinderung einer Gasexplosion notwendig sind, werden im Gebiet des Gasexplosionsschutzes behandelt. Hier werden Methoden dargestellt, die die Gefährdung minimieren können. Zu den Vorsorgemaßnahmen gehört es, sowohl eine explosionsfähige Atmosphäre als auch die Auswirkungen einer Explosion zu verhindern. Hierzu werden durch den Gesetzgeber bestimmte Anforderungen an Betreiber von Anlagen mit explosionsgefährdeten Bereichen und an die Hersteller von explosionsgeschützten Produkten gestellt. Um die Anforderungen zu erfüllen, gibt es nationale und internationale Normen, die von Betreibern und Herstellern herangezogen werden können. In Deutschland ist eine Überprüfung von Erdgasanlagen alle zwölf Jahre, von Flüssiggasanlagen alle 10 Jahre vorgeschrieben. Der Deutsche Verein des Gas- und Wasserfaches e. V. empfiehlt eine jährliche Prüfung, die vom Eigentümer selbst durchgeführt werden kann. Bei Flüssiggasanlagen empfiehlt der Bund der Energieverbraucher eine jährliche Wartung durch einen Experten.
Um vor ausströmendem Erdgas zu warnen, wird das Gas von den Gasnetzbetreibern odoriert und dazu mit einem Geruchsstoff angereichert, der die Anwohner rechtzeitig warnen soll.

## Brandbekämpfung
Ist ein zündfähiges Gasgemisch vorhanden, reicht schon ein Funke (beispielsweise Abreißfunken bei Lichtschaltern, aufeinanderprallendes Metall, Taschenlampe, o. ä.), um es zu entzünden. Durch Gasexplosionen können Sach- und Personenschäden entstehen. Die Rettungskräfte der Feuerwehren oder anderer Institutionen können erst dann eingreifen, wenn die Gefahr der Explosion auf ein akzeptables Risiko minimiert wurde. Dies kann beispielsweise dadurch geschehen, dass der Betreiber des Gasnetzes die Versorgung der Unfallstelle mit Gas abstellt, bis sich das Gemisch verflüchtigt hat oder das Gas an der Gasaustrittsstelle kontrolliert abbrennt. Bei leckgeschlagenen Behältnissen von Flüssigkeiten oder Gasen kann auch eine Abdichtung oder die Absaugung austretender Dämpfe eine geeignete Maßnahme sein.